# Crash van de PH-TBW
De crash van de PH-TBW, een Douglas C-47 van de KLM, vond plaats op 14 november 1946 op de luchthaven Schiphol. Alle 26 inzittenden zijn hierbij om het leven gekomen.

## Toestel
De PH-TBW was een in 1944 gebouwde Douglas C-47A-90-DL, de militaire versie van de DC-3, serienummer 20122. Het toestel had 2019 vlieguren. De KLM had kort na de Tweede Wereldoorlogen een aantal surplus C-47s verworven om het civiele netwerk weer op te bouwen, deze toestellen waren redelijk identiek aan de DC-3s waarmee de maatschappij voor de oorlog al vloog. 

## Ongeluk
De PH-TBW voerde op de avond van 14 november een lijnvlucht uit vanaf Croydon Airport nabij Londen in het Verenigd Koninkrijk terug naar Schiphol.  De vlucht was gepland om om 18.50 uur te landen, maar was vertraagd, en naderde rond 19.30 u in het donker de luchthaven. De weersomstandigheden waren slecht; er was laaghangende bewolking en het regende. Het vliegtuig heeft drie rondjes om de luchthaven gecirkeld, waarna de luchtverkeersleiding toestemming gaf te landen op de landingsbaan die destijds bekend stond als de 05-23, deze beschikte over speciale installaties die landing bij slecht zicht mogelijk maakte. Het lukte de piloot echter niet het vliegtuig recht uit te lijnen met de landingsbaan. Uit onderzoek van de Raad voor de Luchtvaart uit 1947 bleek dat de piloot op het laatste moment met een te lage snelheid een scherpe bocht naar links maakte, waarbij het toestel overtrok. De DC-3 is vrij vatbaar voor dit soort ongelukken. Het vliegtuig raakte met een vleugel de grond, en stortte in een enorme vuurbal neer, in een hoek van het luchthavenareaal.

## Inzittenden
Het toestel had 21 passagiers aan boord en vijf bemanningsleden. Geen van hen heeft de ramp overleefd.

### Bemanning
- E.J.H.F. Moreton (gezagvoerder)
- W.L. Milo (radiotelegrafist)
- H.L. Vos (radiotelegrafist)

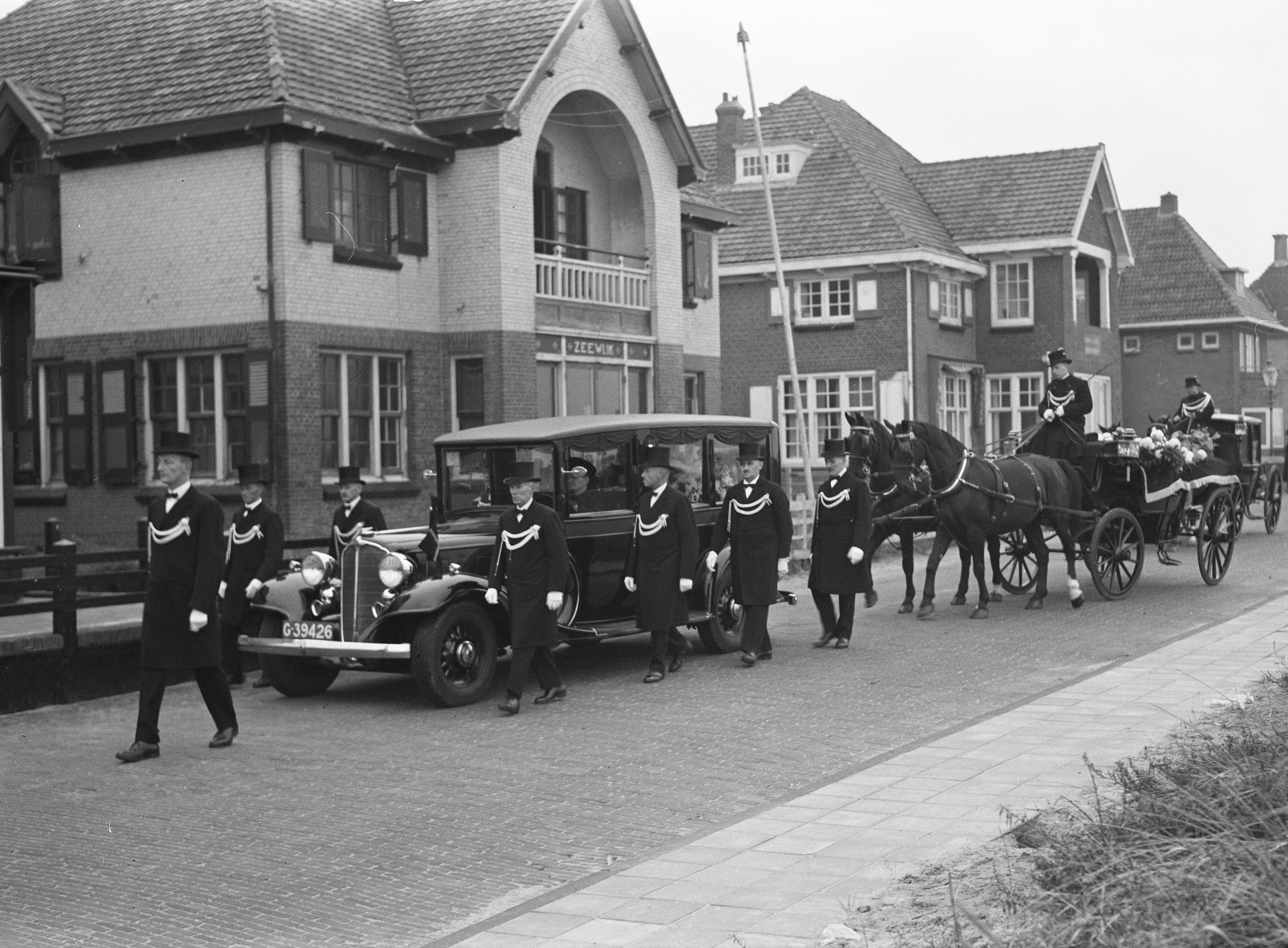
Begrafenis van Janny Lammers

- H.H.J. Tiemens (boordwerktuigkundige)
- Mej. J.M. (Jannie) Lammens (stewardess)

### Passagiers
- Herman de Man
- Christiaan Tonnet
- 19 andere passagiers